# Preggers
Preggers er den fjerde episode af den amerikanske tv-serie Glee. Episoden havde premiere på Fox den 23. september 2009 og blev skrevet og instrueret af executive producer Brad Falchuk . I "Preggers" slutter kormedlemmet Kurt (Chris Colfer) sig til fodboldholdet og siger til sin far, Burt (Mike O'Malley), at han er homoseksuel. Cheerleaderen Quinn (Dianna Agron) opdager, at hun er gravid og fortæller sin kæreste Finn (Cory Monteith) at barnet er hans, men i virkeligheden er faderen hans bedste ven Puck (Mark Salling). Medarbejderne Sue Sylvester (Jane Lynch) og Sandy Ryerson (Stephen Tobolowsky) slår sig sammen i et forsøg på at lukke koret, hvor de lokker en desillusioneret Rachel (Lea Michele) med væk, som stopper, da korlederen Will (Matthew Morrison) nægter at tildele hende en solosang.
"Preggers" har coverversioner af to sange, og flere danseforestillinger af Beyoncé Knowles' "Single Ladies (Put a Ring on It)". En studieindspilning af Micheles version af "Taking Chances" blev udgivet som single, til rådighed for digital download og features på albummet Glee: The Music, Volume 1. Den scene, hvor Kurt springer ud overfor sin far var baseret på personlige erfaringer af seriens skaber Ryan Murphy. Murphys hensigt var at bevæge sig væk fra tidligere shows, han har arbejdet på, hvor homoseksuelle karakterer, der ikke har fået lykkelige slutninger, ved at tillade Kurt at blive accepteret.
Episoden blev set af 6.640.000 amerikanske seere og modtog blandede anmeldelser fra kritikerne. Shawna Malcom fra Los Angeles Times roste showet hurtige skift, mens New York Times' Mike Hale følte, at de vigtigste karakterer, ikke fik nok skærmtid. Fodboldholdets præstation af "Single Ladies" og der hvor Kurt springer ud overfor sin far blev generelt godt modtaget, dog vandt Rachels handlinger lidt sympati, og flere anmeldere kommenterede negativt på Quinns graviditet, hvor Eric Goldman af IGN skønner det som "en meget sæbeoperaagtig plotline".

## Plot
Kormedlem Kurt Hummel (Chris Colfer) fanges i at dans til Beyoncé Knowless "Single Ladies" af sin far Burt (Mike O'Malley), og hævder, at det er en fodboldøvelse, og at han nu er en del af fodboldholdet. Kormedlemmet og fodboldquarterback Finn Hudson (Cory Monteith) hjælper Kurt til træningen, og synes at han er en dygtig kicker. Finn overbeviser coach Ken Tanaka (Patrick Gallagher) om,  at lade Kurt prøve til holdet. Ken er glad for at finde et sådant aktiv for holdet og lader Kurt bliver kicker.
Da Finn kæreste Quinn Fabray (Dianna Agron) fortæller ham, at hun er gravid, bekymrer Finn sig om hans fremtidsudsigter vil formindskes ved faderskab. Han spørger korlederen Will Schuester (Matthew Morrison) om han vil coache fodboldhold til at danse, da han tror det vil hjælpe dem til at forbedre sig, og for at øge sine chancer for at sikre en fodboldstipendium. Finn betror Quinns nyheder til sin bedste ven Puck (Mark Salling), som senere konfronterer Quinn, der hævder at være barnets far, da hun sagde, at hun var jomfru, da de havde sex. Quinn afviser Puck, kaldte ham en "Lima taber", som aldrig kunne støtte hende og barnet ligesom Finn. Wills kone Terri (Jessalyn Gilsig) afslører at hendes søster Kendra (Jennifer Aspen), at hun oplevede en hysterisk graviditet og egentlig ikke bærer Wills baby. Kendra tyder på, at de får en baby, og da Terri finder ud af at Quinn er gravid, konfronterer hun hende, og stiller spørgsmål om hendes prænatal pleje .
Cheerleadertræner Sue Sylvester (Jane Lynch) nærmer sig den tidligere korleder Sandy Ryerson (Stephen Tobolowsky) og hverver ham i hendes plan, om at sabotere klubben. Hun afpresser Principal Figgins (Iqbal Theba) til at udnævne Sandy, som skolens nye kunstleder, og sammen laver de auditions for en skoleproduktion af Cabaret, i håb om at lokke korets stjerne, Rachel Berry (Lea Michele) væk fra koret. Rachel føler sig forbigået, da Will giver Tina Cohen-Chang (Jenna Ushkowitz) en solo, som hun ønskede sig, så hun aflægger prøver til musicalen og får hovedrollen. Da Will nægter at give soloen til Rachel, dropper hun klubben.
Fodboldholdet sætter deres dansetræning i praksis ved at udføre "Single Ladies" rutinen midt i et spil, som forvirrer og distraherer modstanderne, og med Kurts hjælp er de i stand til at vinde. Opmuntret af sin succes, fortæller Kurt sin far Burt, at han er homoseksuel; Burt fortæller ham, at han har vidst det hele tiden, og at han elsker Kurt uanset hvad.

## Produktion
"Preggers" er skrevet og instrueret af Glees executive producer og medskaber Brad Falchuk. Kurt Fuller gæstestjerner som den lokale nyhedesstationsejer Mr. McClung. Episoden har dækker af "Taking Chances" af Celine Dion og "Tonight" fra West Side Story. Beyoncé Knowles' "Single Ladies (Put a Ring on It)" er også med i flere danseforestillinger. Kurts backup dansere på "Single Ladies (Put a Ring on It)" er seriens regelmæssige karakter Tina (Jenna Ushkowitz) og tilbagevendende karakter Brittany (Heather Morris). Morris var en af Beyonce backupdansere på "Single Ladies (Put a Ring on It)" som vises på The Today Show, Ellen og andre shows. En studieindspilning af "Taking Chances" blev udgivet som single, til rådighed for digital download , og var med på albummet Glee: The Music, Volume 1. Sporet hittede som nummer 79 i Australien, 73 i Canada og 71 i USA.
Den scene, hvor Kurt fortæller til sin far at han er homoseksuel, blev taget ordret fra seriens skaber Ryan Murphys eget liv. Murphy følte, at scenen var "en stor ting at sætte på tv", som, mens publikum har set at homoseksuelle karakterer isolerede og angrebet, hvor de sjældent har set dem vinde og triumferede i sidste ende. Han bemærkede, at: "Showet handler om at du føler dig godt i sidste ende. Det handler om lykkelige slutninger og optimisme, og kraften i din personlige rejse og at du føler, at det underlige ting om mig, er den store ting om mig. Jeg har lavet andre shows med homoseksuelle karakterer, og jeg vil sige, at i mange af disse sager har de homoseksuelle karakterer, ikke en lykkelig slutning. Og jeg tænkte ved du hvad? Det er nok." Colfer har kommenteret, at hans største udfordring var, at sikre at scenen føltes "ærlig", og ikke komisk eller "bruges som en punchline". Han forklarede: ". Jeg tror, det er nok første gang, en figurs seksualitet er blevet overholdt, og næsten værdig på en måde, og jeg tror, det er virkelig vigtigt, og der skal være mere af det på TV."

## Modtagelse
"Preggers" blev set af 6.640.000 amerikanske seere og opnåede 3,1 ud af 8 i bedømmelse i alderen mellem 18-49. Det var den toogtyvende mest sete show i Canada i ugen hvor udsendelsen blev sendt, med 1.390.000 seere. I Storbritannien blev episoden set af 1.804.000 seere og blev den mest sete show på E4 og E4+1 i den pågældende uge, og den mest sete på kabel-tv i den pågældende uge, samt den mest sete episode af serien på det tidspunkt. Episoden fik blandede anmeldelser fra kritikerne. Shawna Malcom fra Los Angeles Times anmeldte episoden positivt, roste fodboldholdets præstation af "Single Ladies" og at Kurt fortæller sin far, at han er homoseksuel. Malcom kommenterede også positivt på showets hurtige skift, dog var Mike Hale fra New York Post mindre gunstig, som anser episoden som "overfyldt med historier". Han følte, at de vigtigste karakter ikke modtog tilstrækkelig skærmtid, og at: "Der foregår så meget redegørelse, at der ikke synes at være meget plads til grin." 
Tim Stack fra Entertainment Weekly skrev, at selv om dansen i episoden var sjovt, manglede "Preggers" "store syngende øjeblikke", udover Rachels præstation af "Taking Chances". Han anså Quinns graviditet som "en god dramatisk twist", men håbede ikke at det ville være en langvarig historie. Eric Goldman fra IGN bedømt episode med 8.8 ud af 10. Han kaldes "Single Ladies" præstationen for "et mindeværdigt TV øjeblik", og skrev at Quinns graviditet var en "en meget sæbeoperaagtig plotline", men kommenterede dog: "heldigvis er Glee den slags show, som håndtere det med humor."
James Poniewozik fra Time anså scenen, hvor Kurt springer ud som "smukt håndteret" og kommenterer: "Det, at far (Mike O'Malley, der har vist sig at være en ganske god karakterskuespiller) ikke ender som den bondeknold som vi troede, kommer han til at være er et af de første karaktere, der får Glee til at vokse som serie, som har etableret en verden af stereotyper, som nu er villig til at nedbryde disse forventninger." Raymund Flandez fra The Wall Street Journal kritiserede Rachels handlinger i episode, og følte, at: ".. Rachel er blevet ulidelig. De uoverensstemmelser med Mr. Schue om sin egen udvikling, som en respektabelt triple-trussel har brandet hende som en anmassende primadonna overfor resten af Glee."
Den komiske parring af Sue og Sandy tiltrak noget ros, med Stack anså dem, som "de bedste skurke nogensinde". Goldman sagde, at: "Tobolowsky er fantastisk i denne rolle, da Sandy formår at gøre alt, han siger [...] (det) lyder utroligt foruroligende." Hale kritiseret Lynch som Sue, og skrev at hun gav en "one-note præstation", hvilket tyder på, at ikke er castet rigtigt i rollen.

## Eksterne links
- "Preggers" Arkiveret 25. oktober 2013 hos  Wayback Machine at Fox.com
- Preggers på Internet Movie Database (engelsk)
- "Preggers" Arkiveret 13. januar 2015 hos  Wayback Machine at TV.com